# ザ・ファーム 法律事務所
『ザ・ファーム 法律事務所』（ザファームほうりつじむしょ、The Firm）は、1993年のアメリカ合衆国のスリラーサスペンス映画。監督はシドニー・ポラック、出演はトム・クルーズ、ジーン・トリプルホーン、ジーン・ハックマンなど。ジョン・グリシャム著の小説『法律事務所』（日本語版は小学館刊行、白石朗訳）を映画化した作品である。

## ストーリー
貧しい生まれのミッチ・マクディーアは、努力の末にロースクールで優秀な成績をおさめ、メンフィスのランバート法律事務所に破格の高給で採用された。瀟洒な一軒家や高級外車も支給され、一変したセレブ生活に戸惑うミッチと妻のアビー。ミッチの指導係となった弁護士エイヴァリー・トラーは、女遊びが派手な人物でもあり、アビーに着目する。
ミッチが業務に励む中、事務所の若手弁護士が二人、ケイマン諸島でのダイビング中に謎の事故死を遂げた。ミッチに接触し、過去にも事務所の若手弁護士が死んでいる事実を伝えるFBI捜査官タランス。エイヴァリーに従ってケイマン諸島に出張したミッチは、事務所が所有するコテージで、偶然に書類の隠し部屋を見つけた。それは死んだ若手弁護士たちの情報や、マフィアの隠し資産を記した秘密書類だった。ミッチはその夜、浜辺で出会った美女の誘惑に屈し、一夜を共にしてしまうが、事務所に戻った彼を事務所の警備主任デヴァッシャーが呼び止めた。デヴァッシャーはミッチにケイマンでの彼の不倫現場写真を見せ、事務所が守ってやる、とミッチに言いふくめてくるのだった。
一方、ミッチには事務所にも存在を隠している兄レイがいた。レイは殺人罪で服役中だが、彼がボクサーでなければ正当防衛が成立したはずの罪だった。レイに面会し、事務所の謎について相談するミッチ。レイは、友人の私立探偵エディをミッチに紹介した。エディが若手弁護士の死について調べ始めた事に気づいた事務所の幹部たちは、汚れ仕事を担当させているデヴァッシャーたちを差し向けた。エディに反撃され、誰の依頼か聞き出す前に射殺してしまうデヴァッシャーたち。
タランス捜査官や司法省の役人から、事務所の支配者がシカゴ・マフィアだと聞かされるミッチ。死んだ弁護士たちは、マフィアの資金洗浄を事務所が行なっていると知り、辞めようとして殺されたのだ。内通者として、ミッチに事務所の裏帳簿を手に入れるよう半ば強要するFBI。通常業務もこなす内に、ミッチは事務所が一般の顧客に対して業務時間を水増しし、過剰な経費を請求している事実も掴んだ。
顧客に関する裏帳簿をFBIに渡すと、ミッチは守秘義務違反で弁護士資格を失う。資格喪失を回避する手立てを練り、FBIに兄の保釈と150万ドルの謝礼を要求するミッチ。更に、事務所を潰した後に自分の命を狙うであろうマフィアの報復を避ける為に、ケイマン諸島にある秘密書類を手に入れ、弱みを握る必要があった。
ミッチから事務所が自分たち夫婦を監視していることや、ケイマンでの浮気について告白されて、ショックから実家に帰ると決めるアビー。だが、エイヴァリーと話したアビーは、ケイマン諸島へ行く予定のエイヴァリーが、日帰りで戻る事を知った。コテージの鍵が無ければ秘密書類は持ち出せない。エイヴァリーをコテージに泊まらせる為に、彼の誘いに乗ると装って近づいたアビーは、エイヴァリーを睡眠薬で眠らせて秘密書類を盗み出そうとした。部屋を出ようとするアビーにエイヴァリーは、ケイマンでミッチを誘った女性自体、事務所が差し向けていたことを告げ、アビーを止めることはしなかった。エイヴァリーはその後事務所に戻ることはなく、死んだ。
レイを一時釈放し、謝礼の手付けとして半額をミッチに送金するFBI。だが、ミッチの裏切りが事務所に発覚、銃を持ったデヴァシャーたちが出動した。追跡をかい潜り、事務所を実質的に支配するマフィアのボスと交渉するミッチ。今回の逮捕劇はマフィアに及ばないという条件で取引し、ミッチは後々の報復を回避した。
水増し請求と、それに付随した微罪で逮捕される事務所幹部たち。それでも金額と件数の多さで収監期間は合計1,250年に及んだ。刑務所には戻らず、謝礼の金と共に姿を消すレイ。弁護士資格を失うことなく、アビーとも和解したミッチは、オンボロのマイカーでメンフィスを後にした。

## キャスト
| 役名                     | 俳優                                  | 日本語吹替                 | 日本語吹替                                                                                           |
| 役名                     | 俳優                                  | ソフト版                   | フジテレビ版                                                                                         |
| ------------------------ | ------------------------------------- | -------------------------- | --- |
| ミッチ・マクディーア     | トム・クルーズ                        | 鈴置洋孝                   | 宮本充                                                                                               |
| アビー・マクディーア     | ジーン・トリプルホーン                | 深見梨加                   | 鈴鹿千春                                                                                             |
| エイヴァリー・トラー     | ジーン・ハックマン                    | 池田勝                     | 池田勝                                                                                               |
| ウェイン・タランス       | エド・ハリス                          | 大塚明夫                   | 納谷六朗                                                                                             |
| タミー・ヘンフィル       | ホリー・ハンター                      | 安達忍                     | 安達忍                                                                                               |
| オリヴァー・ランバート   | ハル・ホルブルック                    | 糸博                       | 羽佐間道夫                                                                                           |
| レイ・マクディーア       | デヴィッド・ストラザーン              | 中田和宏                   | 大塚明夫                                                                                             |
| ウィリアム・デヴァシャー | ウィルフォード・ブリムリー            | 今西正男                   | 富田耕生                                                                                             |
| エディ・ロマックス       | ゲイリー・ビジー                      | 金尾哲夫                   | 宝亀克寿                                                                                             |
| ロイス・マクナイト       | ジェリー・ハーディン                  | 塚田正昭                   | 青野武                                                                                               |
| ラマー・クイン           | テリー・キニー                        | 津田英三                   | 堀内賢雄                                                                                             |
| F・デントン・ヴォイルズ  | スティーヴン・ヒル                    | 藤本譲                     | 藤本譲                                                                                               |
| ノルディックマン         | トビン・ベル                          | 立木文彦                   | 大塚芳忠                                                                                             |
| ケイ・クイン             | バーバラ・ギャリック                  | 沢海陽子                   | 土井美加                                                                                             |
| トーマス・リッチー       | ポール・カルデロン                    | 伊藤和晃                   | 星野充昭                                                                                             |
| ソニー・キャップス       | ジェリー・ワイントローブ              |                            | 小島敏彦                                                                                             |
| バリー・エイバンクス     | サリヴァン・ウォーカー                | 小関一                     | 麦人                                                                                                 |
| ビーチの若い女           | カリーナ・ロンバード                  | 引田有美                   | |
| ニーナ・ハフ             | マーゴ・マーティンデイル              | 磯辺万沙子                 | |
| ネイサン・ロック         | ジョン・ビール                        | 宝亀克寿                   | |
| スクワットマン           | ディーン・ノリス                      |                            | |
| トミー・モロルト         | ポール・ソルヴィノ （クレジットなし） |                            | 麦人                                                                                                 |
| ジョーイ・モロルト       | ジョー・ヴィテレリ （クレジットなし） | 小山武宏                   | 筈見純                                                                                               |
| その他                   | N/A                                   | 種田文子 島香裕 定岡小百合 | 中庸助 北村弘一 秋元羊介 荒川太郎 小林優子 金野恵子 竹口安芸子 定岡小百合 古田信幸 仲野裕 喜田あゆ美 |
|                          |                                       |                            | |
| 演出                     | 演出                                  | 佐藤敏夫                   | 伊達康将                                                                                             |
| 翻訳                     | 翻訳                                  | 佐藤一公                   | 栗原とみ子                                                                                           |
| 調整                     | 調整                                  |                            | 荒井孝                                                                                               |
| 効果                     | 効果                                  |                            | リレーション                                                                                         |
| 録音                     | 録音                                  |                            | オムニバス・ジャパン                                                                                 |
| 制作                     | 制作                                  | 東北新社                   | 東北新社                                                                                             |
| 初回放送                 | 初回放送                              |                            | 1999年1月16日 『ゴールデン洋画劇場』                                                                 |

## 作品の評価
Rotten Tomatoesによれば、58件の評論のうち高評価は76%にあたる44件で、平均点は10点満点中6.2点、批評家の一致した見解は「『ザ・ファーム 法律事務所』は、1980年代の取締役会文化とそれが象徴する偽りの安心・安定の終焉を面白おかしくこき下ろす、大手スタジオのスリラーである。」となっている。
Metacriticによれば、16件の評論のうち、高評価は7件、賛否混在は6件、低評価は3件で、平均点は100点満点中58点となっている。

## 続編
続編として2012年に、テレビドラマ『THE FIRM ザ・ファーム 法律事務所』が放送された。全22話。